# Trish (Devil May Cry)
Trish egy kitalált szereplő a Capcom által kiadott és Kamija Hideki által fejlesztett Devil May Cry sorozatban. Ő egy démonnő, akit úgy alkottak meg, hogy Dante és Vergil elhunyt édesanyjukra hasonlítson, akit Sparda ellensége, Mundus hozott létre. A játékok szerint ő jelenik meg először a Devil May Cry-ban, de kronológiai rendezés szerint Lady után következik.

## Élettörténet
Trish-ről nem sokat tudunk, csak annyit, hogy Mundus azért teremtette, hogy Dante-t magához csalogassa, mivel nagyon is hasonlít elhunyt édesanyjára.

## A szereplő megalkotása és az alapelgondolás
Trish a megszólalásig hasonlít Sparda feleségére, akit Mundus hozott létre. Azért is, hogy magához csalogassa, így az irodába küldi, hogy elhívja a Mallett-szigetre. Bábként bánt vele Mundus, így a természete nem teljesen volt barátságos, de miután Dante egy ráhulló sziklaoszloptól megmentette, segíteni akart neki, de Dante nem engedte. Később még az életét is áldozta, hogy megmentse. Talán belül mély érzelmeket táplál Dante iránt, de ez az anime-ban és a Devil May Cry 4-ben nem látszott.
Mivel Dante neve Dante Alighieri után kapta nevét, az alkotók Trish-t Alighieri múzsája, Beatrice után alkották meg, de Trish-nek keresztelték.

## A szereplő ismertetése

### Kapcsolatai és személyisége
Trish eleinte nem törődöm és goromba volt, de miután Dante megmentette, megváltozott, s segített a Mallett-szigetről elmenekülni. A játékban ezután mély érzelmeket kezdett táplálni iránta, de nem mutatta ki.
Az animesorozatban (4. epizód) felbukkan újra, amikor Lady egy embert megvédett az őt üldöző szörnyektől. Akkor harcoltak, de sikerült leráznia. Továbbá még harcoltak volna, de mindig lerázta, majd egy templomban folytatták, amit Dante szakított meg. Lady-vel végül megbarátkoztak, s Dante-nak a számlájára vásároltak ruhákat, amin jót nevettek.

### Cselekményben való rövid szerepe
A Devil May Cry első videójátékában egy éjjel látogat el a Devil May Cry irodába, ahol Dante-t meg is támadja. Megkéri, hogy menjen el vele a Mallett-szigetre, ahol egy Mundus nevű démon tartózkodik, s el akarja foglalni az Emberek Világát. Ugyan elkíséri, de magára hagyja. Egy alkalommal becsapja, s majdnem meghal, de Dante megmenti, s azután már jóvá akar tenni mindent. Mundus foglyul ejti. Sikerül kiszabadítania, s Dante-t védve őt éri el Mundus Dante-nak szánt csapása. Életét vesztette egy időre, de visszatért, s segített Dante-nak, majd együtt elhagyták a szigetet.
A Devil May Cry – Démonvadászok 4. epizódjában megérkezve harcol Lady-vel, de sikerül leráznia. Az anime-ban ugyan keveset, de fontos szerepet játszik. Részt vesz az utolsó két részben kitört harcban, Lady oldalán irtva a szörnyeket.
A Devil May Cry 4-ben szintén keveset szerepel, de többet, mint Lady az anime-ban. Gloria néven és álruhában kémkedik a Kard Rendjében történő események után. Dante előtt fedi fel kilétét, akinek segít a Fortunában kitört ostromon.
A Devil May Cry 2 novellában egy alternatív univerzumban jelenik meg, ahol Mundus irányítása alatt áll, s a világuralomra fáj a foga. Ő vezeti a démonszörnyek légióját.

### Képességei
Teljes démonvére miatt rendelkezik ő is természetfeletti erőkkel. Sebei gyógyulnak, képes a villámokat irányítani, még a lőfegyverében is úgy képes a villámokkal lőni, hogyha az célba ér, robban. Harci stílusát csak Gloria-ként láthattuk a Devil May Cry 4-ben, de a Devil May Cry-ban is láthattuk, ahogyan az elején harcol Dante-val. Gloria-ként álruhában járt, felismerhetetlenül, s pengével harcolt. Közelharcban a legjobb.
A Devil May Cry 2-ben játszható karakter, ahol használja a Sparda kardot, a saját Devil Trigger-ét.

### Külső jellemzés
Trish magas (kb. 173 cm lehet), vékony alkatú. A haja hosszú szőke, szemei kékek és nagyok. A játékok és az animesoroán fekete bőrnadrágot, magassarkú csizmát és egy villám alakú kivágással ellátott fűzőt hord (a villám a hátán is megjelenik, amikor Gloria néven csatlakozik az Order-hez a Devil May Cry 4. részében), kezén öves karpánttal, s fekete nyaklánccal.

## Megjelenése a videójáték és animesorozaton kívül
Trish a Devil May Cry sorozatokon kívül megjelenik még Dante mellett a PS2 Viewtiful Joe-ban, valamint játszható karakterként a szintén PS2 Viewtiful Joe: Red Hot Rumble-ban. Valamint a Marvel vs. Capcom 3: Fate of Two Worlds-ban, szintén játszható karakterként.

## Fordítás
- Ez a szócikk részben vagy egészben  a   List_of_Devil_May_Cry_characters#Trish című angol Wikipédia-szócikk fordításán alapul.  Az eredeti cikk szerkesztőit annak laptörténete sorolja fel. Ez a jelzés csupán a megfogalmazás eredetét és a szerzői jogokat jelzi, nem szolgál a cikkben szereplő információk forrásmegjelöléseként.

## Külső hivatkozások
- http://devilmaycry.wikia.com/wiki/Trish (angolul)